# Jason Ulmer
Jason Ulmer (Wilcox, 20 dicembre 1978) è un ex hockeista su ghiaccio canadese.

## Carriera
A livello giovanile ha vinto per due volte (1996-1997 e 1999-2000) il titolo NCAA coi Fighting Hawks, squadra dell'University of North Dakota.
In Nord America ha giocato perlopiù coi Portland Pirates in American Hockey League (2000-2002 e, dopo una stagione in Finlandia, 2003-2005), raccogliendo anche qualche presenza con gli Hershey Bears, sempre in AHL, coi Quad City Mallards in United Hockey League e coi Milwaukee Admirals in International Hockey League.
Per la maggior parte della carriera ha giocato tuttavia in Europa. In SM-liiga ha vestito la maglia del Lukko Rauma nella stagione 2002-2003; in Deutsche Eishockey-Liga ha giocato con Kassel Huskies (2005-2006), Hannover Scorpions (2006-2007), Grizzlys Wolfsburg (2007-2011, vincendo la classifica punti nella stagione 2008-2009) e EHC München (2011-2013); in EBEL ha vestito la maglia del Linz per tre stagioni, dal 2013 al 2016.
Ha annunciato il ritiro al termine della stagione 2015-2016.

## Vita privata
Anche il fratello Jeff Ulmer è un giocatore professionista di hockey su ghiaccio. I due sono inoltre cognati di un altro hockeista canadese, Quinn Hancock.

## Palmarès

### Club
- NCAA Championship: 2

North Dakota: 1996-1997, 1999-2000

### Individuale
- Maggior numero di punti in DEL: 1

2008-2009
- DEL All Star Game: 2

2008, 2009